# Ouedia
Ouedia rufithorax es una especie de araña araneomorfa de la familia Linyphiidae. Es el único miembro del género monotípico Ouedia.

## Distribución
Es un endemismo de Portugal, Francia, Italia,  Argelia y en Túnez.